# Fleming Peaks
Fleming Peaks är en bergstopp i Antarktis. Den ligger i Västantarktis. Inget land gör anspråk på området. Toppen på Fleming Peaks är 596 meter över havet.
Terrängen runt Fleming Peaks är platt söderut, men norrut är den kuperad.  Trakten är obefolkad. Det finns inga samhällen i närheten. 